# キリム (絨毯)

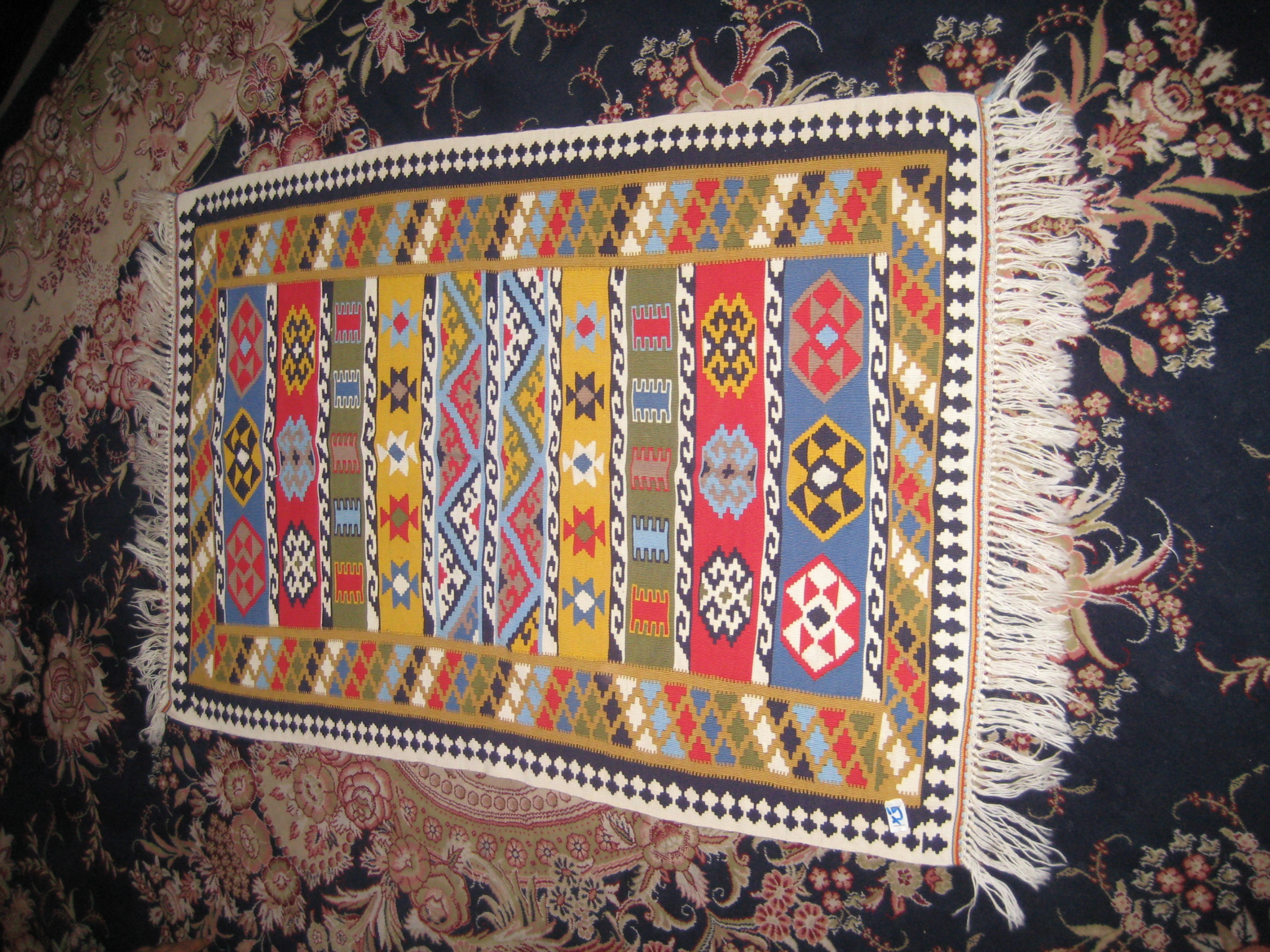
現代のキリム

キリム（ペルシア語: گلیم gelīm）は、かつてのイラン、アゼルバイジャンおよび中央アジアの 国家の国々におて、伝統的な綴れ織りで製造されている絨毯をいう。キリムは純粋な装飾のためにも、またムスリムの人々による祈りのための敷物としても用いられる。現代のキリムは、西洋の住宅における床のカバーとして用いられている。

## 語源
「キリム」という語は、ペルシア語で「ざっと広げる」という意味を有するgelīm (گلیم) に由来する。gelīm (galim, gilim)は他にplasとも言う。gelīmやplasは、フェルドウスィーや他の詩人も用いた言葉で、シャー・ナーメの35節ではplas(plus)、14節では galim と、同じ意味の言葉として述べられている。
トルコ語ではkilimであり、この語は、パイルのない絨毯を指す言葉として用いられることもある。より厳密には、中東の、伝統的に絨毯を製造してきた地域において製造された、スリット織りで織られた敷物を指す。

## 歴史

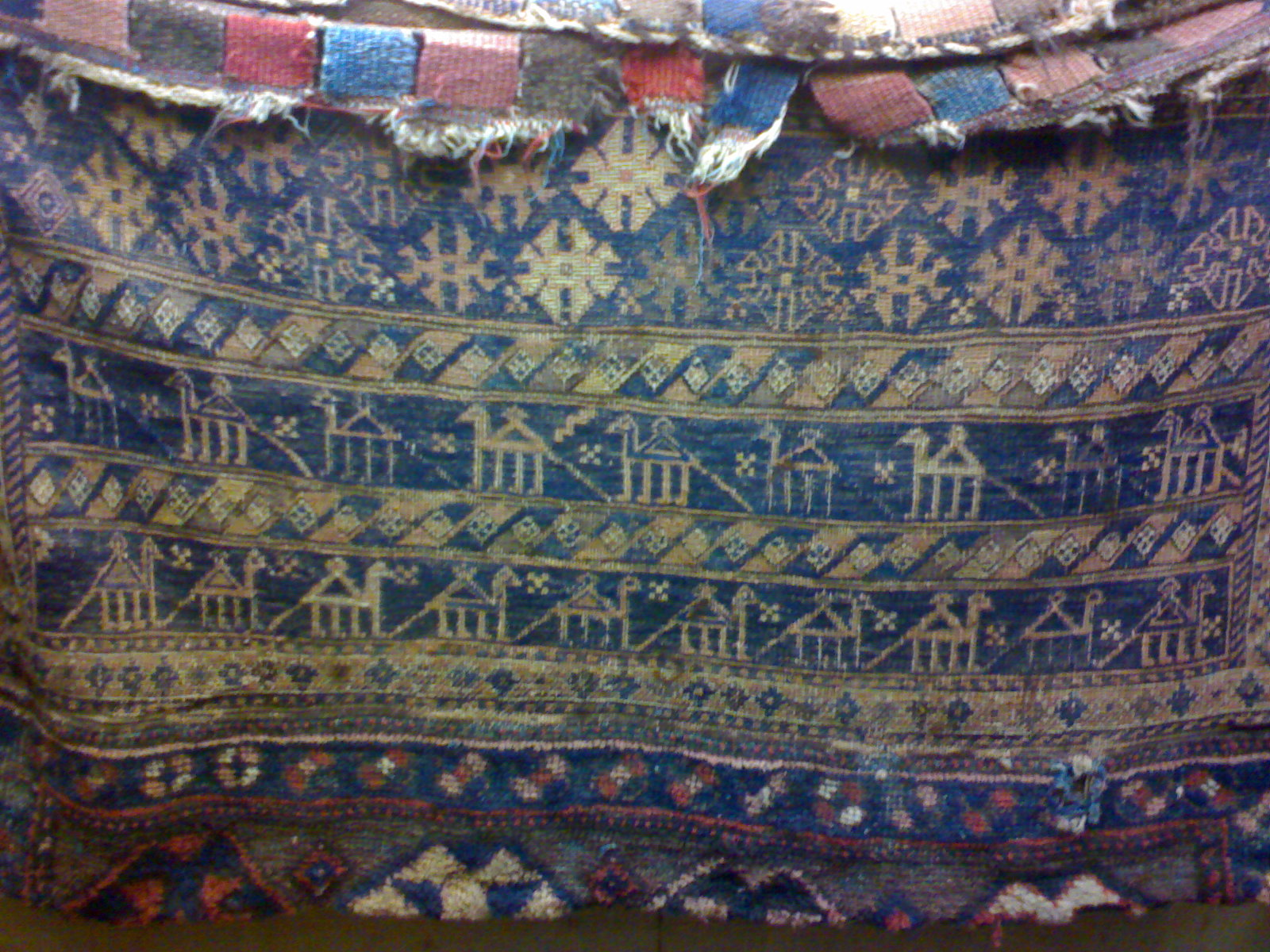
イランの博物館所蔵の古いキリム

キリムの原産地はイラン ,キリムは古代から製造されてきた。探検家オーレル・スタインは、中国のホータンにおいて、4世紀または5世紀に製造されたとみられるキリムを発見している。
「キリムは、縦糸・横糸を保護するためのパイルがある絨毯に比べて耐久性が著しく低いため、古いものがほとんど残っていないことは驚くにはあたらない…発見された織物は現代のキリムとほぼ同じであり、おおよそ14本の横糸と16本の縦糸からできていた。青色、緑色、茶色がかった黄色および赤色の細いストライプでできた模様があり、とても小さな幾何学模様もあった。この特によく保存されていた唯一の例外を除いて、100年以上前のキリムはほとんどないだろうと思われる。

## 織りの技法

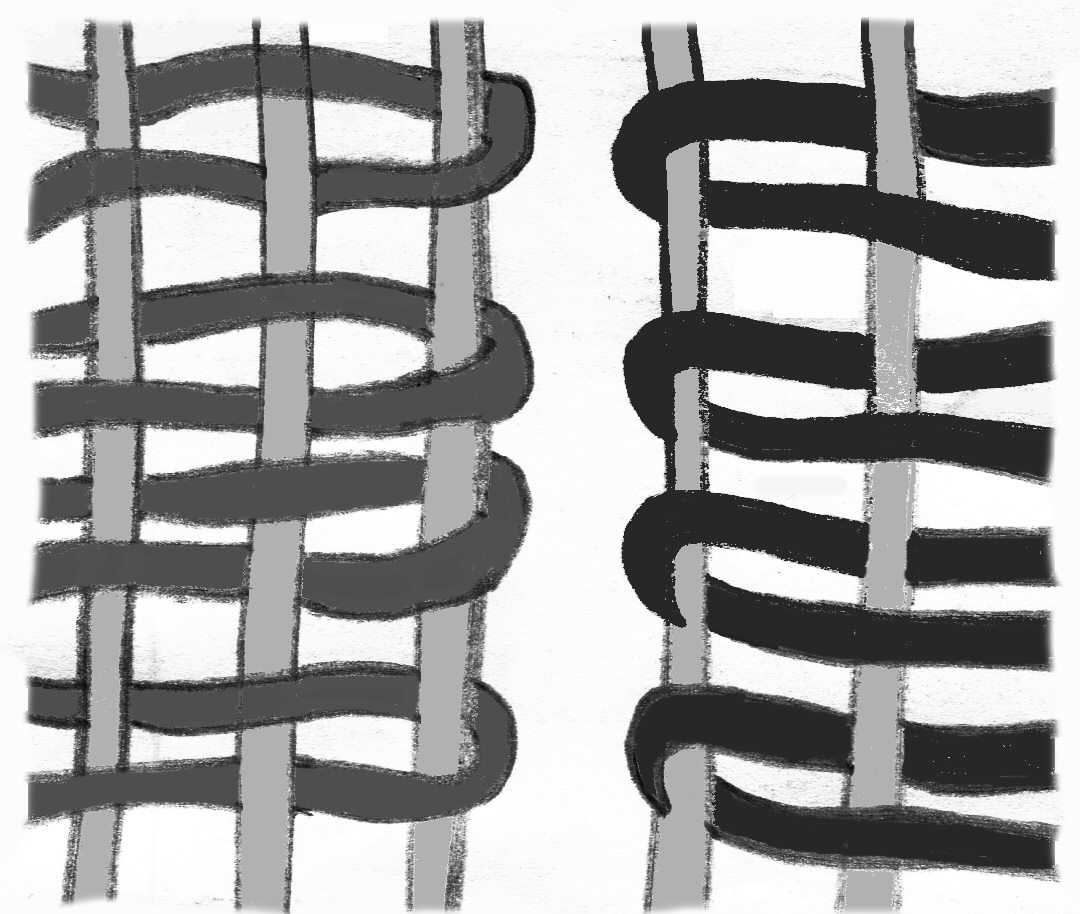
キリムのスリット織りの技巧を説明した図。それぞれの色の横糸が色の境目で折り返され、隙間（スリット）ができている様子を示す。

キリムは、縦糸と横糸を交互にきつく織り込むことにより作られており、パイルのない平らな表面ができる。キリムの織り方はタペストリーの織り方であり、技巧の面からいうと、横糸が表面に出る平織り、すなわち平行な横糸が下側にきつく引っ張られることで、垂直な縦糸が見えなくなるような織り方である

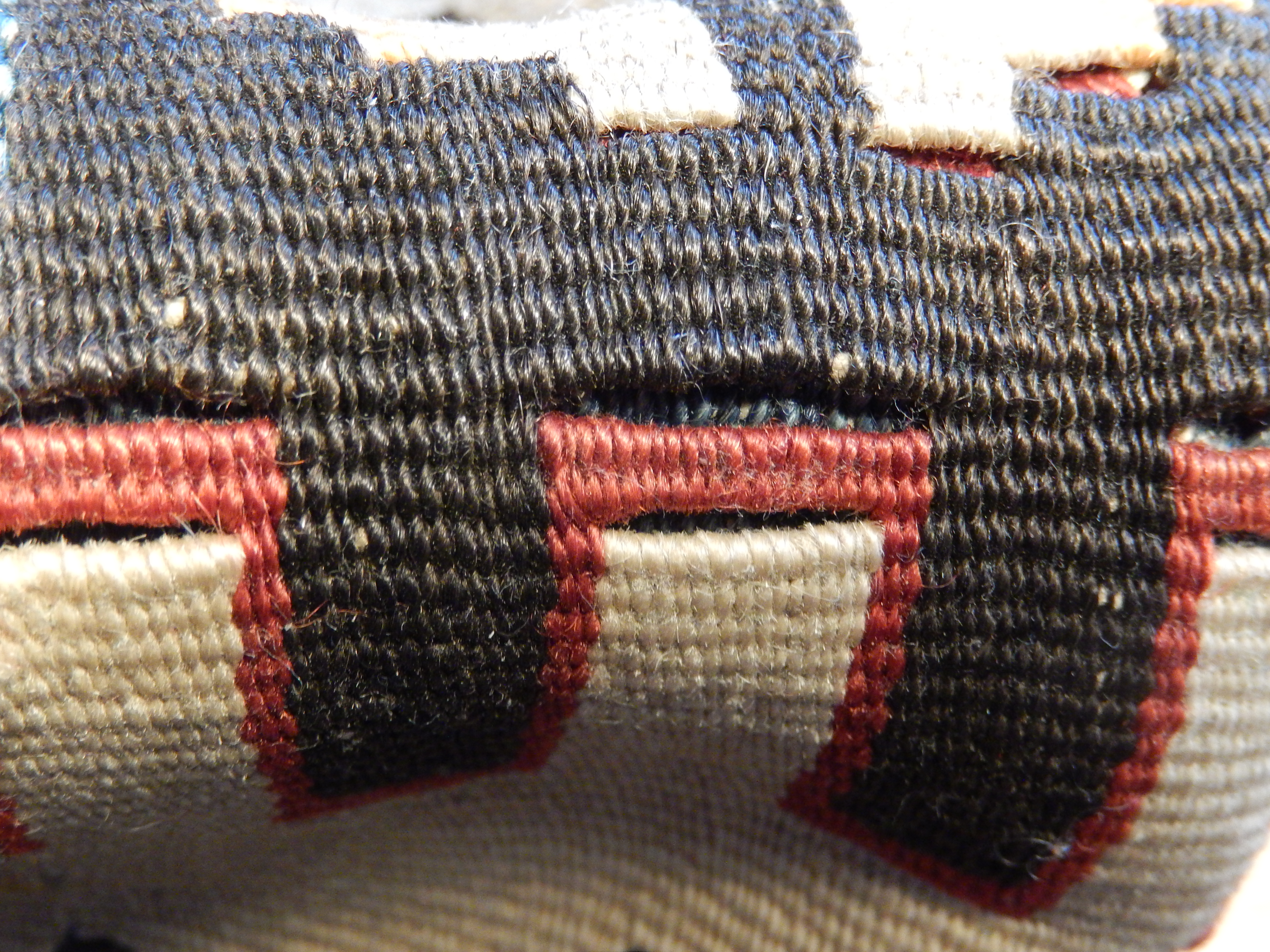
トルコのキリム。色の境目のスリットが見えるように折り曲げられている。

色の境目に達すると、横糸は境目から折り返される。もし色の境目が垂直な一本線となる場合には、2つの異なる色の境目部分には垂直なスリットが形成される。このため、キリムのほとんどは「スリット織り」の織物に分類される。これらのスリットは、幾何学模様を強調した、非常にくっきりしたデザインを作り出す効果を有するため、コレクターはこれらのスリットを好む。インターロックのように、スリットを避ける織り方をした場合、デザインはよりぼやけたものとなる。
横糸は、視覚的デザインや色の効果を有するもので、ほとんどの場合ウールである。これに対し、見えなくされる縦糸は、ウールの場合もコットンの場合もある。縦糸は織物の端部分でのみ見えるようになっており、フリンジを形成している。フリンジは通常の場合、織物が緩んだりほどけたりすることのないよう、束ねられている。

## モチーフ

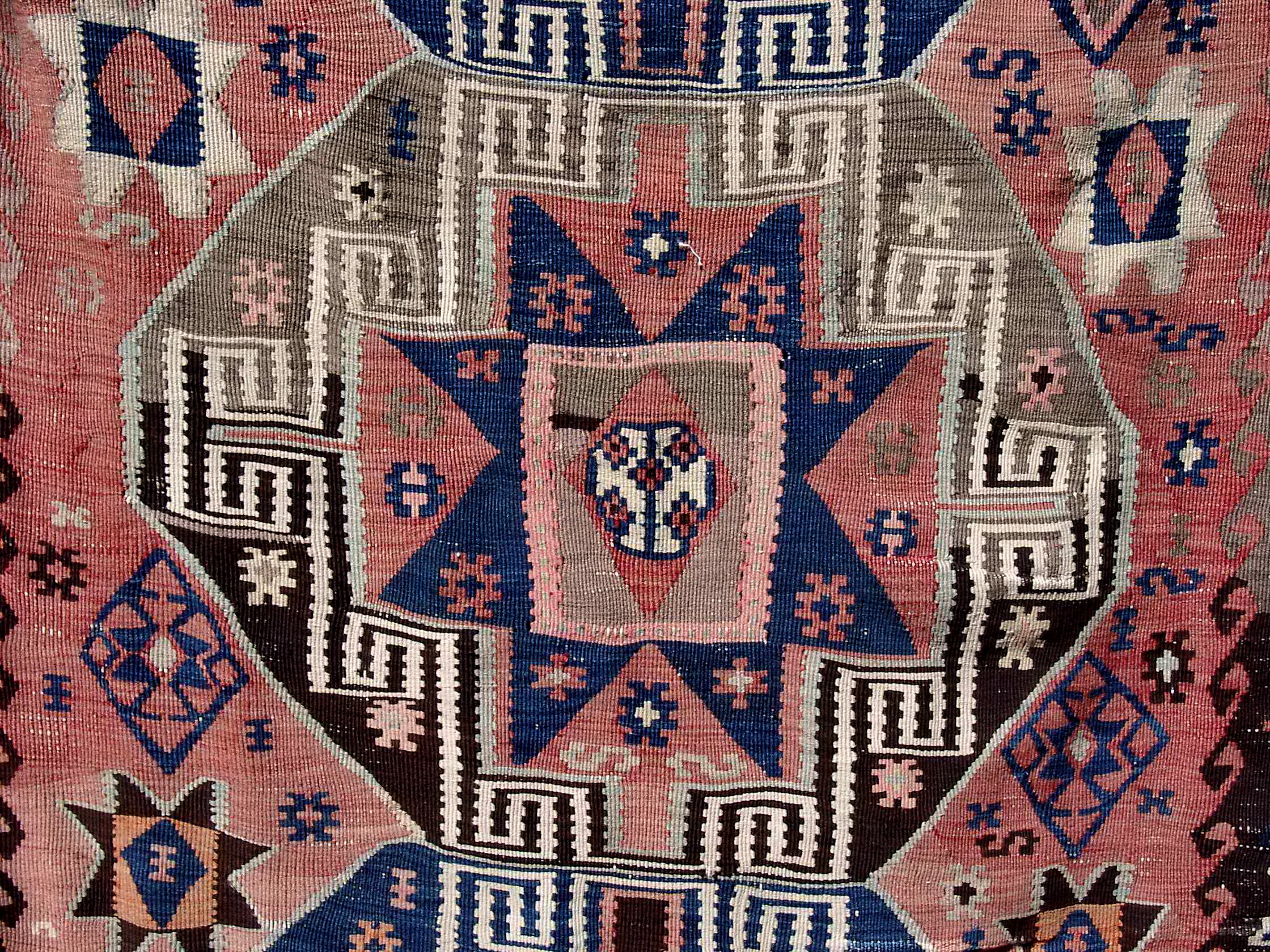
トルコのキリムの細部。キリムのモチーフが複数用いられている。

トルコのキリムには多数のモチーフが用いられており、それぞれのモチーフには多くのバリエーションがある。Güran Erbekにより著書『Kilim』において付された説明とともにそのいくつかをここで紹介する。広く用いられるモチーフは、女性、母性、多産を象徴する図形であるエリベリンデである。他のモチーフとしては、自分たちの家畜をオオカミから守りたいという部族の織り手の願いが込められている、オオカミの口や足のモチーフ（トルコ語：Kurt Aǧzi、Kurt İzi）、サソリに刺されないことを願うモチーフ（トルコ語：Akrep）といったものがある。また、織り手の家族を邪視（トルコ語：Nazarlık、これ自体もモチーフとなる）から守るためのモチーフもあり、邪視が矢（トルコ語：Haç）のシンボルによって4つに分割されているものや、鉤（トルコ語：Çengel）、人間の目（トルコ語：Göz）、またはお守り（トルコ語：Muska、神聖な韻文が中に入れられた三角形の包みになっていることが多い）のシンボルにより邪視から守られているというものが挙げられる。絨毯には単にお守りの図柄が織り込まれるのではなく、お守りがそこにあることが邪視から守る力を与えるとして、お守りの実物が織り込まれる
他のモチーフとしては、多産の象徴として、嫁入り道具のチェストのモチーフ（トルコ語：Sandıklı）、多産そのもののモチーフ（トルコ語：Bereket）がある。同様に、流水のモチーフ（トルコ語：Su Yolu）も文字通り資源を象徴するものである。家族や恋人の結びつきを願うものとして、足枷（トルコ語：Bukaǧı）のモチーフがある。他のモチーフは幸運や幸福を願う気持ちを表現するもので、鳥（トルコ語：Kuş）やソロモンの五芒星（トルコ語：Yıldız）が例に挙げられる。東洋の陰陽のシンボル（トルコ語：Aşk ve Birleşim）は愛と結合を表すものとして用いられる。

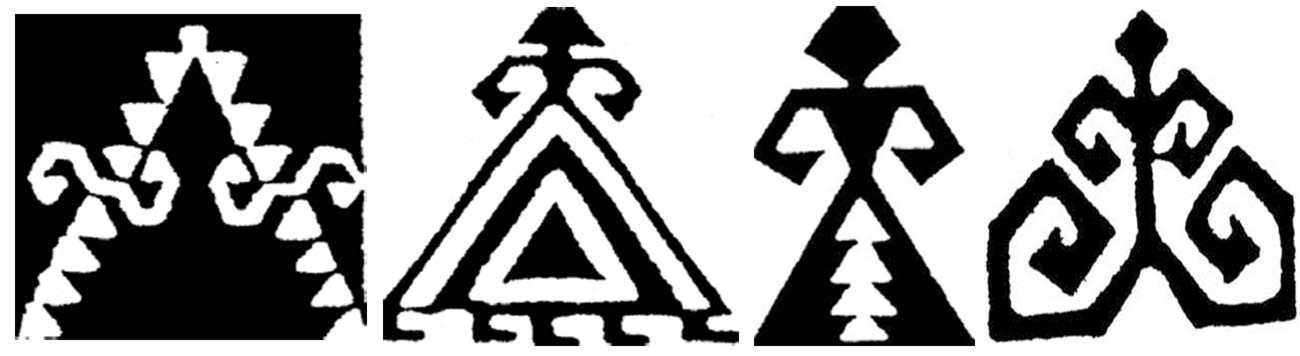
腰に手を当てた女性の模様（エリベリンデ）。母性と多産の象徴。
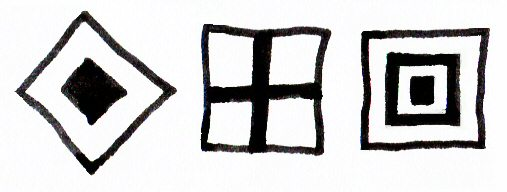
目の模様（Göz）。邪眼を追い払う。
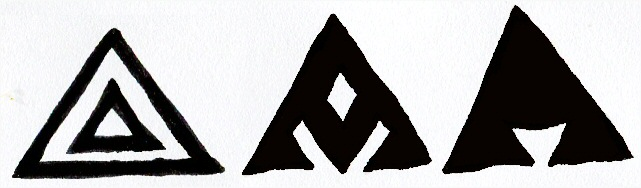
お守り（Muska）。守護と幸運の象徴。
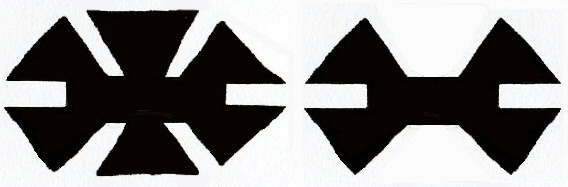
オオカミの口の模様（Kurt Aǧzi）。家畜をオオカミから守る。
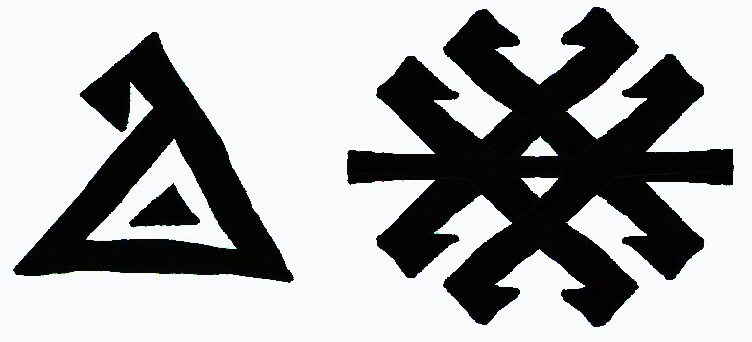
サソリ（Akrep）。サソリから身を守る。

## 絨毯と商業
キリムはパイル織りの絨毯よりも安価であるため、絨毯の初心者コレクターはキリム集めからコレクションを始めることが多い。キリムはパイル織りの絨毯に比べて二流である（劣後している）とみなされているにもかかわらず、近年、キリム自体がコレクションの対象とされてきており、高品質のキリムには高値がつけられている。キリムがパイル織り絨毯よりも劣っているとみられていた点は、実際は、土着の用途のために製造された絨毯と、商品用として厳密に製造された絨毯の違いにすぎなかった。キリムは大規模な輸出商品ではなかったため、パイル織り絨毯とは異なり、外国の市場に合わせてデザインを変更する必要がなかった。コレクターが、伝統的な土着の織物に価値を見出すようになってからは、キリムは人気が出るようになった。その後、西洋で新たに知られるようになったキリムの品質は、以下の3つの要素により損なわれることとなった。第1の要素は化学染料の発達である。伝統的なキリムの魅力の重要な要素の一つは、織糸を手染めすることによりそれぞれの色の色調にばらつきが出るため、abrashと呼ばれるまだらな色合いができることであった。ヴィクトリア朝の後半に開発された化学染料（アニリンを用いたもの）によりabrashは生じなくなり、キリムは色鮮やかになったが、しばしば色褪せが生じるようになった。第2の要素は中央アジアにおいて遊牧が行われなくなってきたことである。定住が始まると、織物に各部族の特色が表れづらくなった。第3の要素は、キリムの商品性が新たに発見されたことそれ自体の帰結である。絨毯は個人での使用のためではなく、輸出して外貨を獲得するために製造されるようになったため、土着のスタイルや、絨毯の社会的な意味合いは失われた。伝統や、織り手の家族の求めるもの・織り手自身の願いや不安に従ってではなく、市場に合うように模様や色が選択されるようになった。